# ريتشارد كاسيلز
ريتشارد كاسيلز (بالألمانية: Richard Cassels)‏ (و. 1690 – 1751 م) هو مهندس معماري من ألمانيا . ولد في كاسل .
توفي في جمهورية أيرلندا .

## أعمال بارزة
من أهم أعماله:
- Russborough House.